# Gare d'Aubiet
La gare d'Aubiet est une gare ferroviaire française de la ligne de Saint-Agne à Auch, située sur le territoire de la commune d'Aubiet, dans le département du Gers en région Occitanie.
C'est une halte voyageurs de la Société nationale des chemins de fer français (SNCF), desservie par des trains TER Occitanie.

## Situation ferroviaire
Établie à 158 mètres d'altitude, la gare d'Aubiet est située au point kilométrique (PK) 70,143 de la ligne de Saint-Agne à Auch, entre les gares de Gimont-Cahuzac et d'Auch.

## Fréquentation
En 2014, selon les estimations de la SNCF, la fréquentation annuelle de la gare était de 9 151 voyageurs.
De 2015 à 2022, selon les estimations de la SNCF, la fréquentation annuelle de la gare s'élève aux nombres indiqués dans le tableau ci-dessous.
| Année               | 2015  | 2016  | 2017  | 2018  | 2019   | 2020  | 2021   | 2022   | 2023   |
| ------------------- | ----- | ----- | ----- | ----- | ------ | ----- | ------ | ------ | ------ |
| Nombre de voyageurs | 8 221 | 7 969 | 9 714 | 7 586 | 10 418 | 7 529 | 10 844 | 12 763 | 14 078 |

## Service des voyageurs

### Accueil
Halte SNCF, c'est un point d'arrêt non géré (PANG) à accès libre.

### Desserte
Aubiet est desservie par des trains TER Occitanie qui effectuent des missions entre les gares de Toulouse-Matabiau et d'Auch, à raison de 10 allers-retours par jour en semaine. Le temps de trajet est d'environ 1 heure 15 minutes depuis Toulouse-Matabiau et de 15 minutes depuis Auch. 

### Intermodalité
Le stationnement des véhicules est possible à proximité de l'ancien bâtiment voyageurs.